# لیندیو سیسولو
لیندیو سیسولو (انگلیسی: Lindiwe Sisulu؛ زادهٔ ۱۰ مهٔ ۱۹۵۴) سیاست‌مدار اهل آفریقای جنوبی است.
وی از ۱۹۹۴ عضو پارلمان این کشور است.

## زندگی‌نامه
لیندیو از والتر سیسولو و آلبرتینا سیسولو، رهبران جنبش ضدآپارتاید آفریقای جنوبی در یوهانسبورگ متولد شد. او خواهر روزنامه‌نگار زولاخا سیسولو و سیاستمدار ماکس سیسولو است.